# Beaupreopsis paniculata
Beaupreopsis paniculata là một loài thực vật có hoa trong họ Quắn hoa. Loài này được (Brongn. & Gris) Virot miêu tả khoa học đầu tiên năm 1968.